# マテーリカ
マテーリカ（伊: Matelica）は、イタリア共和国マルケ州マチェラータ県にある、人口約9,200人の基礎自治体（コムーネ）。

## 地理

### 位置・広がり
マチェラータ県西部のコムーネ。県都マチェラータから西へ36kmの距離にある。

#### 隣接コムーネ
隣接するコムーネは以下の通り。括弧内のANはアンコーナ県所属を示す。
- アピーロ
- カステルライモンド
- チェッレート・デージ (AN)
- エザナトーリア
- ファブリアーノ (AN)
- フィウミナータ
- ガーリオレ
- ポッジョ・サン・ヴィチーノ
- サン・セヴェリーノ・マルケ

### 気候分類・地震分類
マテーリカにおけるイタリアの気候分類 (it) および度日は、zona D, 2054 GGである。
また、イタリアの地震リスク階級 (it) では、zona 2 (sismicità media) に分類される。

## 行政

### 分離集落
マテーリカには、以下の分離集落（フラツィオーネ）がある。
- Balzani, Braccano, Castiglione, Cavalieri, Colferraio, Collepere, Colli, Mistriano, Pezze, Piane, Poggeto, San Nicola, Terricoli, Valbona, Vinano

## 姉妹都市
- Las Rosas、アルゼンチン

## 文化・観光
「イタリアの最も美しい村」クラブ加盟コムーネである。